# Волга (Айова)
Волга (англ. Volga) — місто (англ. city) в США, в окрузі Клейтон штату Айова. Населення — 203 особи (2020).

## Географія
Волга розташована за координатами 42°48′10″ пн. ш. 91°32′32″ зх. д. / 42.80278° пн. ш. 91.54222° зх. д. (42.802667, -91.542274).  За даними Бюро перепису населення США в 2010 році місто мало площу 2,03 км², уся площа — суходіл.

## Демографія
Згідно з переписом 2010 року, у місті мешкало 208 осіб у 90 домогосподарствах у складі 60 родин. Густота населення становила 103 особи/км².  Було 107 помешкань (53/км²).
Расовий склад населення:
| - 97,1 % — білих |

До двох чи більше рас належало 2,4 %. Частка іспаномовних становила 1,4 % від усіх жителів.
За віковим діапазоном населення розподілялося таким чином: 24,5 % — особи молодші 18 років, 60,6 % — особи у віці 18—64 років, 14,9 % — особи у віці 65 років та старші. Медіана віку мешканця становила 43,0 року. На 100 осіб жіночої статі у місті припадало 114,4 чоловіків;  на 100 жінок у віці від 18 років та старших — 101,3 чоловіків також старших 18 років.
Середній дохід на одне домашнє господарство  становив 42 702 долари США (медіана — 34 333), а середній дохід на одну сім'ю — 50 311 долар (медіана — 45 625). Медіана доходів становила 32 500 доларів для чоловіків та 26 667 доларів для жінок. За межею бідності перебувало 13,7 % осіб, у тому числі 19,6 % дітей у віці до 18 років та 15,8 % осіб у віці 65 років та старших.
Цивільне працевлаштоване населення становило 104 особи. Основні галузі зайнятості: освіта, охорона здоров'я та соціальна допомога — 32,7 %, роздрібна торгівля — 24,0 %, виробництво — 10,6 %, будівництво — 9,6 %.